# Liste des souverains de Bagnolo
La seigneurie de Bagnolo in Piano faisait partie des fiefs du duché de Milan quand le seigneur de Milan, Barnabé Visconti, décide, en 1356, de s'emparer de Reggio d'Émilie dirigée à l'époque par les Gonzague de Mantoue. Action aventureuse car les troupes milanaises sont défaites. En 1371, les deux frères Gonzague, Guy et Feltrino décident de vendre le fief de Reggio aux Visconti contre la somme de 5 000 ducats d'or et les fiefs de Novellara et de Bagnolo in Piano. L'affaire est conclue et tandis que Guy reste à la tête de Mantoue, ce sera Feltrino qui deviendra le premier seigneur de Novellara et de Bagnolo.

Les deux seigneuries auront des destins parallèles faits parfois de co-seigneurie et celle de Bagnolo, pendant un temps dissociée de celle de Novellara selon les héritages, reviendra sous la même direction.
Le premier seigneur de Bagnolo est donc Feltrino de Novellara et de Bagnolo, troisième fils de Louis Ier de Mantoue.
En 1509, le pape confisque la seigneurie de Bagnolo aux quatre frères, enfants de Georges et la confie, en 1510, à leur cousin, le comte Jean-Pierre de Novellara.
La lignée des comtes régnants sur Novellara et Bagnolo s'arrêta en 1728 avec la mort de Philippe Alphonse. Le fief fut confisqué par le duc Renaud III de Modène puis lui fut concédé avec investiture impériale.

## Seigneurs de Bagnolo
- 1371-1374 : Feltrino de Novellara (NC-1374)

épouse Antonia da Correggio
- 1374-1399 : Guy de Novellara (it) (NC-1399), fils des précédents

épouse Ginevra Malatesta de Pesaro
- 1399-1424 : Feltrino (NC-ca 1424), fils des précédents

épouse Antonia Gonzague, fille naturelle de Jean-François de Mantoue
- 1424-1456 : Guy Ier (NC-1456), fils des précédents

épouse X, sans descendance masculine
- 1456-1487 : Georges (NC-1487), cousin du précédent, fils de Jacques de Novellara (it) et d'Ippolita Pio de Carpi

épouse Alda Torelli de Montechiarugolo
- 1487-1509 : Christophe (NC), Jacques (NC), Marc-Antoine (NC-ap.1509) et Guy II (NC-ap.1510), co-seigneurs, tous quatre fils des précédents

le fief leur est confisqué en 1509 par le pape Jules II et confié au comte de Novellara
- 1510-1515 : Jean-Pierre Ier de Novellara (1469-1530), cousin des précédents, fils de François Ier de Novellara (it) et de Costanza Strozzi

épouse Caterina Torelli de Montechiarugolo
- 1515-1515 : Alexandre Ier de Novellara (NC-1530), fils des précédents

## Comtes de Bagnolo
- 1515-1530 : Alexandre Ier de Novellara (d°)

épouse, en 1518, Costanza de Correggio
- 1530-1577 : François II de Novellara (1519-1577), fils des précédents

épouse, en 1549, Olimpia de Correggio
sans descendant mâle à son décès
- 1577-1595 : Camille Ier de Novellara (1521-1595), frère du précédent

épouse, en 1555, Barbara Borromeo d'Arona, sans descendance
- 1595-1640 : Camille II de Novellara (1581-1650), neveu du précédent et fils d'Alfonso, abdique en faveur de son fils

épouse, en 1605, Donna Caterina d’Avalos d’Aquino d’Aragona
- 1640-1644 : Alexandre II de Novellara (1611-1644), fils des précédents

épouse Anna Bevilacqua de Bismantova
- 1644-1650 : Camille II (1581-1650), à nouveau
- 1650-1678 : Alphonse de Novellara (1616-1678), fils du précédent, frère d'Alexandre II

épouse, en 1648, la Princesse Ricciarda Cybo Malaspina de Massa
- 1678-1727 : Camille III de Novellara (1649-1727), fils des précédents

épouse, en 1695, la Princesse Matilde d’Este de San Martino in Rio
- 1727-1728 : Philippe Alphonse de Novellara (1700-1728), fils des précédents

épouse, en 1728, Eleonora Tanara, sans descendance

## Arbre de succession des souverains de Bagnolo
```
Feltrino
, seigneur
│
└─>
Guy
 
(it)
, seigneur
   │
   └─>
Jacques de Novellara
 
(it)
 (non régnant)

      │
      ├─>
François I
er
 de Novellara
 
(it)
 (non régnant)

      │  │
      │  └─>
Jean-Pierre de Novellara
, seigneur à la suite des quatre frères ci-dessous
      │     │
      │     └─>
Alexandre I
er
 de Novellara
, seigneur puis comte
      │        │
      │        ├─>
François II de Novellara
, comte
      │        │
      │        └─>
Camille I
er
 de Novellara
, comte
      │           │
      │           └─>
Alfonso (non régnant)

      │              │
      │              └─>
Camille II de Novellara
, comte
      │                 │
      │                 ├─>
Alexandre II de Novellara
, comte
      │                 │
      │                 └─>
Alphonse de Novellara
, comte
      │                    │
      │                    └─>
Camille III de Novellara
, comte
      │                       │
      │                       └─>
Philippe Alphonse de Novellara
, comte
      │
      └─>
Georges
, seigneur
         │
         ├─>
Christophe
, co-seigneur
         │
         ├─>
Jacques
, co-seigneur
         │
         ├─>
Marc-Antoine
, co-seigneur
         │
         └─>
Guy II
, co-seigneur
```